# えびたび
『えびたび』は動画配信サービスParavi（統合された後はU-NEXT）で2022年5月21日から配信されているバラエティ番組・旅番組。A.B.C-Zの冠番組。

## 概要
Paraviで配信されている『A.B.C-Zの1000本ノック』の後継番組。A.B.C-Zが日本全国の名所名物から知られざる穴場スポットまで駆け巡る。
A.B.C-Zのデビュー10周年を記念したファンミーティングで、『A.B.C-Zの1000本ノック』がファンとメンバーのアイデアから作られる新番組としてリニューアルすることが発表された（『A.B.C-Zの1000本ノック』#36）。ファンミーティングで発表されたハッシュタグ「#えび旅」で募集をかけたアイデアをもとに企画会議をする様子も放送されている。(『A.B.C-Zの1000本ノック』#37)。

## 配信リスト
| 回 | 配信日         | 配信内容                                         |
| -- | -------------- | ------------------------------------------------ |
| 1  | 2022年5月21日  | 「A.B.C-Z 5人旅！」五関の五関巡り                |
| 2  | 2022年6月4日   | 「A.B.C-Z 5人旅！」パン・古着に大興奮編          |
| 3  | 2022年6月18日  | 「A.B.C-Z 5人旅！」≪完結≫思い出の味＆5人風呂編   |
| 4  | 2022年07月02日 | 「五関バースデー サプライズ旅」かっこいい五関編  |
| 5  | 2022年07月16日 | 「五関バースデー サプライズ旅」絆と不安編        |
| 6  | 2022年07月30日 | 「五関バースデー サプライズ旅」完結編            |
| 7  | 2022年08月13日 | 「ゲスト・ふぉ〜ゆ〜とレジャー旅」デート編       |
| 8  | 2022年08月27日 | 「ゲスト・ふぉ〜ゆ〜とレジャー旅」激闘編         |
| 9  | 2022年09月10日 | 「ゲスト・ふぉ〜ゆ〜とレジャー旅」思い出トーク編 |
| 10 | 2022年09月24日 | 「ゲスト・ふぉ〜ゆ〜とレジャー旅」サプライズ編   |
| 11 | 2022年10月8日  | 「熊本の話題スポット巡り」サウナの聖地編         |
| 12 | 2022年10月22日 | 「熊本の話題スポット巡り」占い編                 |
| 13 | 2022年11月5日  | 「ライブツアー密着旅」ファンサ練習編             |
| 14 | 2022年11月19日 | 「ライブツアー密着旅」ミッション本番編           |
| 15 | 2022年12月3日  | 「3人まとめてバースデー旅」河合編                |
| 16 | 2022年12月17日 | 「3人まとめてバースデー旅」戸塚・塚田編          |
| 17 | 2022年12月31日 | 「ファンの夢実現旅」ファンの想い編               |
| 18 | 2023年01月14日 | 「ファンの夢実現旅」写真撮影編                   |
| 19 | 2023年01月28日 | 「ファンの夢実現旅」カフェお手伝い編             |
| 20 | 2023年02月11日 | 「ファンの夢実現旅」体操教室編                   |
| 21 | 2023年02月25日 | 「パワー注入旅in熱海」争奪戦編                   |
| 22 | 2023年03月11日 | 「パワー注入旅in熱海」映えスポット編             |
| 23 | 2023年03月25日 | 「アウトドア＆思い出トークSP！」                 |

## 主なスタッフ
- 構成：澤井直人、細川拓朗
- カメラ：森豊城
- 音声：石井良亮
- 技術：AREA
- 音効：川村遊
- 協力：ジャニーズ事務所
- AD：阿部龍一郎、真柄武史
- AP：橋本佳奈、向山麻子
- 演出：小林健太
- プロデューサー：穂苅雄太、青山海太
- 制作協力：PROTX
- 製作著作：テレビ東京